# 藤田英大
藤田 英大（ふじた ひでひろ）は、日本のチューバ奏者。
シンガポール交響楽団などで演奏活動を行うほか、日本国内でも金管アンサンブル活動を行う。東京都出身、東京音楽大学卒業。

## 主な受賞歴
- 2001年 日本管打楽器コンクール第3位
- 2004年 日本管打楽器コンクール第2位
- 2007年 メルボルン国際チューバコンクール バリー・タックウェル賞（優勝）